# Vaughan—Woodbridge
Pour les articles homonymes, voir Vaughan et Woodbridge.
Circonscription électorale fédérale du Canada
Vaughan—Woodbridge est une circonscription électorale fédérale en Ontario.

## Circonscription fédérale
Située dans la région de Toronto, la circonscription consiste en une partie de la ville de Vaughan dans la municipalité régionale d'York.
Les circonscriptions limitrophes sont Thornhill, Humber River—Black Creek, Brampton-Est, Etobicoke-Nord et King—Vaughan.  

### Résultats électoraux
|       | Candidat              | Parti             | # de voix | % des voix |
|       | Julian Fantino        | Conservateur      | +20 647,  | 43,64 %    |
|       | (X) Francesco Sorbara | Libéral           | +23 131,  | 48,9 %     |
|       | Adriana Marie Zichy   | NPD               | +02 198,  | 4,65 %     |
|       | Elise Boulanger       | Vert              | +00600,   | 1,27 %     |
|       | Anthony Gualtieri     | Parti libertarien | +00731,   | 1,55 %     |
| Total | Total                 | Total             | 47 307    | 100 %      |

### Historique
| Législature                                                 | Années       | Député | Député            | Parti   |
| ----------------------------------------------------------- | ------------ | ------ | ----------------- | ------- |
| Vaughan—Woodbridge issue d'une partie de Vaughan avant 2015 |              |        |                   |         |
| 42e                                                         | 2015–2019    |        | Francesco Sorbara | Libéral |
| 43e                                                         | 2019–2021    |        | Francesco Sorbara | Libéral |
| 44e                                                         | 2021–Présent |        | Francesco Sorbara | Libéral |

## Circonscription provinciale
Depuis les élections provinciales ontariennes du 4 octobre 2007, l'ensemble des circonscriptions provinciales et des circonscriptions fédérales sont identiques.
1. ↑  Élections Canada, « Résultats Élection fédérale canadienne de 2021 », sur enr.elections.ca (consulté le 19 février 2022).
2. ↑  Élections Canada, « Résultats Élection fédérale canadienne de 2019 », sur enr.elections.ca (consulté le 4 novembre 2019).